# Julia Marino
Julia Marino (Yonkers, 11 settembre 1997) è una snowboarder statunitense.

## Biografia
Italoamericana di New York, ha debuttato in Coppa del Mondo il 27 febbraio 2015 nello gara di slopestyle di Park City, giungendo 13ª; ha ottenuto il primo podio (una vittoria) nella seconda presenza, la gara di big air di Boston dell'11 febbraio 2016.
Ha preso parte ai Giochi olimpici invernali di PyeongChang 2018, giungendo 10ª nel big air e 11ª nello slopestyle. Vanta inoltre due presenze ai Mondiali, essendo arrivata 19ª nello slopestyle sia a Kreischberg 2015, sia a Park City 2019.

## Palmarès

### Olimpiadi
- 1 medaglia:
  - 1 argento (slopestyle a Pechino 2022)

### Coppa del Mondo
- Vincitrice della Coppa del Mondo di big air nel 2016
- Vincitrice della Coppa del Mondo di slopestyle nel 2023
- Miglior piazzamento nella Coppa del Mondo generale di freestyle: 3ª nel 2017
- 13 podi
  - 9 vittorie
  - 3 secondi posti
  - 1 terzo posto

#### Coppa del Mondo - vittorie
| Data             | Luogo            | Paese       | Disciplina |
| ---------------- | ---------------- | ----------- | ---------- |
| 11 febbraio 2016 | Boston           | Stati Uniti | BA         |
| 11 febbraio 2017 | Québec City      | Canada      | SS         |
| 24 marzo 2018    | Québec City      | Canada      | BA         |
| 16 marzo 2019    | Québec City      | Canada      | BA         |
| 15 gennaio 2020  | Laax             | Svizzera    | SS         |
| 4 febbraio 2023  | Mammoth Mountain | Stati Uniti | SS         |
| 12 febbraio 2023 | Calgary          | Canada      | SS         |
| 25 marzo 2023    | Silvaplana       | Svizzera    | SS         |
| 20 gennaio 2024  | Laax             | Svizzera    | SS         |

Legenda:

SS = Slopestyle

BA = Big air

### Winter X-Games
- 5 medaglie:
  - 1 oro (slopestyle a ad Aspen 2017)
  - 2 argenti (big air a Hafjell 2017 e Aspen 2018)
  - 2 bronzi (big air ad Aspen 2017 e slopestyle a Hafjell 2017)